# Picacrestes
Picacrestes és la Colla Dansaire del Prat de Llobregat creada l'any 2011 que treballa per recuperar i promoure la dansa tradicional del Prat de Llobregat i catalana en general. La colla ha recuperat i reconstruït balls pratencs com El Carnestoltes, El Ball de la Creu, El Ball del Tortell, i alguns balls de bastons. L'any 2015, impulsà el primer Dansabaix, Trobada de Danses Tradicionals pròpies del Baix Llobregat. El 2017 s'inaugura La Nau de Cultura Popular, seu de la federació El Nus, on Picacrestes hi té un espai.